# Centre national du cinéma et de l'image animée
El Centre national du cinéma et de l’image animée, també coneguda com Centre National du Cinéma, és una institució pública adscrita al Ministeri de Cultura de França, que s'ocupa de regular, promoure i ajudar a la indústria audiovisual francesa. Va ser creada el 25 d'octubre de 1946 i està dotada de personalitat jurídica i autonomia financera.
Encara que el seu objectiu fundacional és impulsar el cinema francès, també dona suport a projectes relacionats amb sèries de televisió, dibuixos animats, videojocs i creació digital.

## Objectius
Els objectius del Centre national du cinéma et de l’image animée (CNC) són els següents:
1. Regular la indústria cinematogràfica francesa.
2. Gestionar les ajudes públiques a la creació, distribució i exportació de productes audiovisuals.
3. Promoure el sector audiovisual entre tots els públics.
4. Salvaguardar i difondre el patrimoni cinematogràfic.
5. Definir i aplicar les polítiques europees i internacionals en el sector audiovisual.
6. Ocupar-se de la classificació per edats.

## Història
El Centre National du Cinéma (CNC) va ser fundat el 25 d'octubre de 1946 com a part d'un acord entre cineastes i poders públics per a reimpulsar la indústria cinematogràfica francesa. En aquells dies el cinema gal estava en crisi i enfrontava la incertesa del acord Blum-Byrnes, que eliminava les restriccions als productes estatunidencs —especialment el cinema— a canvi d'ajudes per a la reconstrucció del país després de la Segona Guerra Mundial.
L'entitat va ser concebuda com una empresa pública amb personalitat jurídica i autonomia financera, que entre altres mesures regularia el cinema gal i gestionaria totes les ajudes a la producció. En comptes de rebre assignacions pressupostàries, es finançaria amb un impost especial sobre el preu de l'entrada. L'acord contemplava una nova quota d'importació que beneficiava al cinema francès sense perjudicar les llicències estatunidenques, però limitava també la projecció de pel·lícules d'altres països.
En un primer moment el CNC va estar adscrit al Ministeri d'Informació i al Ministeri d'Indústria. Des de 1959, per petició expressa d'André Malraux, forma part del Ministeri de Cultura.
Els objectius del Centre s'han anat renovant i ampliant cap a la protecció de tota la indústria audiovisual francesa, incloent-hi sectors com la animació, la televisió i els videojocs.

## Finançament
El CNC posseeix autonomia financera i no depèn dels pressupostos generals, sinó d'impostos específics que afecten el sector audiovisual:
- Impost especial addicional (TSA): un 10,72% sobre el preu de l'entrada de cinema, en vigor des de 1948.
- Impost directe sobre els ingressos dels editors, distribuïdors privats de serveis de televisió, i proveïdors d'internet.
- Impost sobre reproducció casolana i Vídeo a la carta.

Segons les dades del Senat de França, la suma d'aquests tres conceptes va representar un ingrés superior als 700 milions d'euros en 2017.

## Llista de presidents
- Michel Fourré-Cormeray (1945–1952)[6]
- Jacques Flaud (1952–1959)[7]
- Michel Fourré-Cormeray (1959–1965)[8]
- André Holleaux (1965–1969)[9][10]
- André Astoux (1969–1973)[11]
- Pierre Viot (1973–1984)[12]
- Jérôme Clément (1984–1989)[13]
- Dominique Wallon (1989–1995)[14][15]
- Marc Tessier (1995–1999)[16][17]
- Jean-Pierre Hoss (1999–2001)[18][19]
- David Kessler (2001–2004)[20]
- Catherine Colonna (2004–2005)[21]
- Véronique Cayla (2005–2010)
- Éric Garandeau (2011–2013)[22]
- Frédérique Bredin (2013-2019)[23]
- Olivier Henrard (Juliol 2019 - interí)[24]
- Dominique Boutonnat (Juliol 2019 -)